# Република Сале
Република Сале, позната као и Република Боурегрег, као и Република Две Обале, била је Град-држава под гусарском републиком смештена у граду Сале (Мароко). Основали су је Морискоси у 17. веку. Главне комерцијалне активности републике биле су бербарска трговина робовима током њеног кратког постојања у од 1627. до 1668. године.

## У популарној култури
У роману Робинзон Крусо истоимени јунак проводи време у ропству гусара, све док коначно не побегне тако што отплови са врха реке Бу регрер.